# Олдридж, Лили
Лили Олдридж (англ. Lily Aldridge; род. 15 ноября 1985, Лос-Анджелес) — американская топ-модель, бывший «ангел» Victoria's Secret (2010—2018).

## Биография
Лили родилась в Санта-Монике, штат Калифорния в семье известного британского художника Алана Олдриджа и американской модели Playboy, Лоры Лайонс. Её сводная сестра Шафран — модель, брат Майлз — модный фотограф, родная сестра Руби — также модель. Олдридж посещала среднюю школу в Лондоне, а также среднюю школу Нотр-Дам в Шерман-Окс, штат Калифорния.

## Карьера
Карьера Лили началась в возрасте 17 лет, тогда её лицо появилось на обложке испанского Vogue. Также она появлялась на обложках таких журналов, как Glamour, Cosmopolitan, Teen Vogue и Elle Girl.
Она участвовала в рекламных кампаниях для Rocawear, Arden B., Shiatzy Chen, Bobbi Brown и других.
В 2009 году Лили в первый раз приняла участие в показе Victoria's Secret, а в 2010 году подписала с компанией контракт и стала одним из «ангелов», а в 2018 году прекратила сотрудничество с компанией.
В мае 2015 года снялась в клипе Тейлор Свифт на песню Bad Blood, а также в клипах Use Somebody и Temple группы Kings of Leon.

## Личная жизнь
С 12 мая 2011 года Олдридж замужем за лидером рок-группы «Kings of Leon» Калебом Фоллоуиллом, с которым встречалась четыре года до свадьбы. У супругов двое детей: дочь Дикси Пёрл Фоллоуилл (род. 21 июня 2012) и сын Уинстон Рой Фоллоуилл (род. 29 января 2019).

## Избранная фильмография
| Год  |   | Русское название   | Оригинальное название | Роль              |
| ---- | - | ------------------ | --------------------- | ----------------- |
| 2014 | с | Две девицы на мели | 2 Broke Girls         | в роли самой себя |